# Anthologies de Sviatoslav

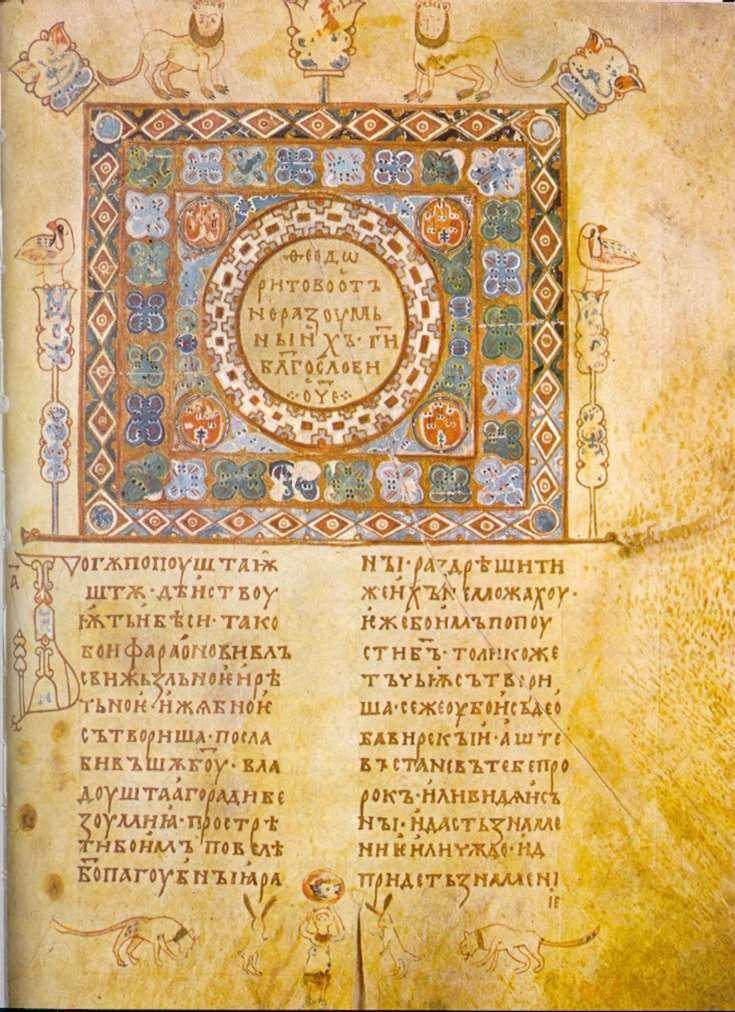
Feuillet du manuscrit enluminé avec la lettrine O

Les anthologies de Sviatoslav, ou Izbornik de Sviatoslav (Изборник Святослава) écrites en 1073 et en 1076, représentent le troisième manuscrit par ordre d'ancienneté rédigé en vieux-slave (vieux-bulgare) après l'évangéliaire d'Ostromir et le codex de Novgorod. Elles ont été composées pour le prince Sviatoslav II par deux scribes dont seule la signature de l'un d'entre eux nous est parvenue, celle du clerc Jean, auteur de la partie rédigée en 1076, c'est-à-dire des feuillets 1 à 85 et les feuillets 264 à 266. La plus grande partie du manuscrit est donc de la main d'un autre scribe.
Ce manuscrit a été découvert en 1817 au monastère de la Nouvelle Jérusalem par l'expédition des archéographes Kalaïdovitch et Stroïev. Il est conservé aujourd'hui au musée historique d'État (Moscou).

## Historique
Cette anthologie est composée d'après un modèle bulgare composé pour Siméon de Bulgarie à la fin du Xe siècle.

## Contenu

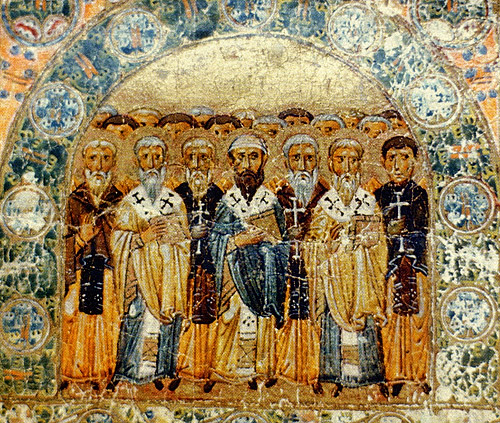
Miniature du manuscrit représentant les Pères de l'Église

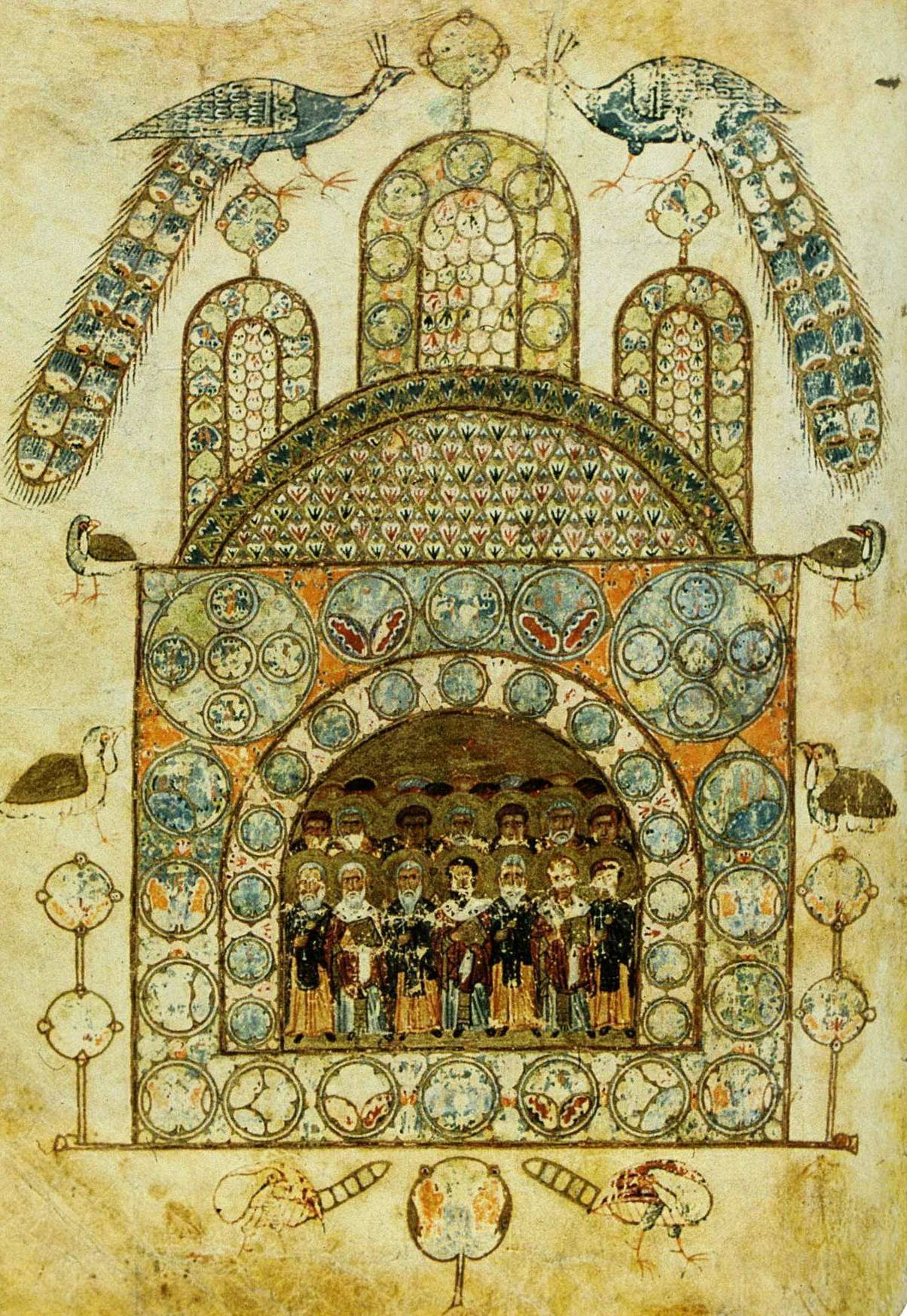
Miniature du manuscrit "Izbornik de Sviatoslav" 1073

Le manuscrit comprend 266 feuillets, avec en première partie des extraits des textes de Pères de l'Église : saint Nil du Sinaï, saint Anastase (feuillets 27 à 223), saint Jean Climaque, saint Jean Chrysostome, saint Cyrille d'Alexandrie, Irénée de Lyon, etc. On trouve également un texte de l'auteur byzantin Georges Chirovosque, Des modèles, qui est un traité de poétique consacré à des questions de stylistique et de tropes.
La deuxième anthologie comprend des extraits de textes de Pères de l'Église byzantine, issus des vies de saints traduites du grec, ainsi que des extraits des livres bibliques, des recueils de maximes, des extraits de l'agapet de Constantinople, une chronique historique (d'Auguste, jusqu'à Constantin et Zoé), etc. En tout ce sont 380 textes de vingt-cinq auteurs différents.
Une grande partie du manuscrit est consacrée à la définition du bien et du mal et à la conduite à tenir, s'inspirant - en plus des Pères de l'Église - de la philosophie néoplatonicienne et du pseudo-Denys l'Aréopagite. Les anthologies appellent l'homme qui les lit à la pureté de pensée, à la délicatesse de conscience, à la miséricorde, à la tempérance, à l'humilité, à l'aumône et le met en garde contre les péchés, en particulier l'envie, le vol, l'ivrognerie ou le dénigrement.
Les anthologies de Sviatoslav ont été éditées en fac-similé en 1983 à Moscou.